# Regione Prettigovia/Davos
La regione Prettigovia/Davos è una regione del Canton Grigioni, in Svizzera, istituita il 1º gennaio 2016 quando nel cantone le funzioni dei distretti e quelle dei circoli, entrambi soppressi, sono stati assunti dalle nuove regioni; il territorio della nuova regione Prettigovia/Davos coincide con quello del vecchio distretto di Prettigovia/Davos.
La regione confina con le regioni Engiadina Bassa/Val Müstair a est, Maloja a sud, Albula a sud-ovest, Plessur e Landquart a ovest e con l'Austria (distretto di Bludenz nel Vorarlberg) a nord. Il capoluogo è Klosters.

## Geografia fisica
La massima elevazione della regione è il Verstanklahorn (3 297 m), nel gruppo del Silvretta. Altre cime principali comprendono il Monte Silvretta (3 244 m), il Piz Vadret (3 226 m), nelle Alpi dell'Albula, e il Plattenhorn (3 221 m).
I fiumi principali della regione sono il Landquart, che scorre nella Prettigovia, ed il Landwasser, che bagna Davos. Entrambi i fiumi sono tributari del Reno. Nel bacino del Landwasser è compreso il lago di Davos.

## Infrastrutture e trasporti

### Strade principali
La strada principale 28 attraversa il territorio della regione dal Passo Flüela a Jenaz passando per Davos e il Wolfgang Pass. Un'altra strada importante collega Davos con Tiefencastel.

### Ferrovie
La regione è servita da alcune linee della Ferrovia retica:
- Ferrovia Landquart-Davos: stazioni a Furna, Jenaz, Fideris, Küblis, Saas (Prättigau), Klosters Dorf, Klosters, Cavadürli, Davos Laret, Davos Wolfgang, Davos Dorf e Davos Platz.
- Ferrovia Davos-Filisur: stazioni a Davos Platz, Davos Frauenkirch, Davos Glaris, Davos Monstein e Wiesen.
- Ferrovia del Vereina: collega Klosters a Scuol, con possibilità di trasporto auto.

## Geografia antropica
La regione Prettigovia/Davos è divisa in 11 comuni:
- Conters im Prättigau
- Davos
- Fideris
- Furna
- Grüsch
- Jenaz
- Klosters (capoluogo)
- Küblis
- Luzein
- Schiers
- Seewis im Prättigau

### Fusioni
- 2016: Klosters, Saas im Prättigau → Klosters
- 2016: Luzein, Sankt Antönien → Luzein